# Alfred Eisenstaedt

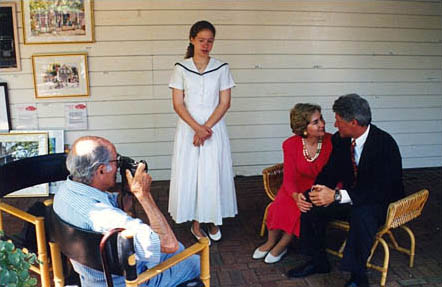
Alfred Eisenstaedt fotografuje rodinu Clintonových, jedná se o jednu z posledních fotografií, srpen 1993

Alfred Eisenstaedt (6. prosince 1898 Tczew (německy Dirschau, dnes v Polsku) – 23. srpna 1995 Oak Bluffs, Martha’s Vineyard, Massachusetts, USA) byl americký fotograf a fotožurnalista pocházející z Německa. Původem je německý Žid a řadí se mezi průkopníky moderní fotoreportáže. Proslul svými přirozenými a předem nepřipravovanými snímky, nejčastěji pořízenými klasickým fotoaparátem Leica M3 35 mm. Tematická škála jeho fotografií byla široká, od bruslícího číšníka s tácem plným sklenic v hotelu ve Sv. Mořici, první setkání Hitlera s Mussolinim, rozpraskaná chodidla etiopského vojáka či masakr povstalců v Keni. Život pro něho znamenal radost a krásu stejně jako hrůzu a nejistotu. Prostřednictvím zastaveného okamžiku vyprávěl o životě.

## Mládí
Narodil se 6. prosince 1898 v Dirschau v západním Prusku, části tehdejšího císařského Německa, v rodině židovského obchodníka. V roce 1906 se rodina přestěhovala do Berlína, kde později mladý Eisenstaedt narukoval do německé armády. S dělostřeleckým oddílem se zúčastnil první světové války, během níž byl 9. dubna 1918 zraněn.
Po první světové válce začal prodávat opasky a knoflíky, taktéž začal fotografovat pro radost. Obchodovat neuměl, a ani ho to prý nebavilo, čím dál více se však stával zručnějším fotografem a začal nezávisle spolupracovat pro berlínský deník Berliner Tageblatt. Fotografii věnoval všechny své peníze i volný čas, obdivoval Ericha Salomona a jeho nepřipravované snímky pořízené bez blesku za přirozeného osvětlení.

## Profesionální kariéra

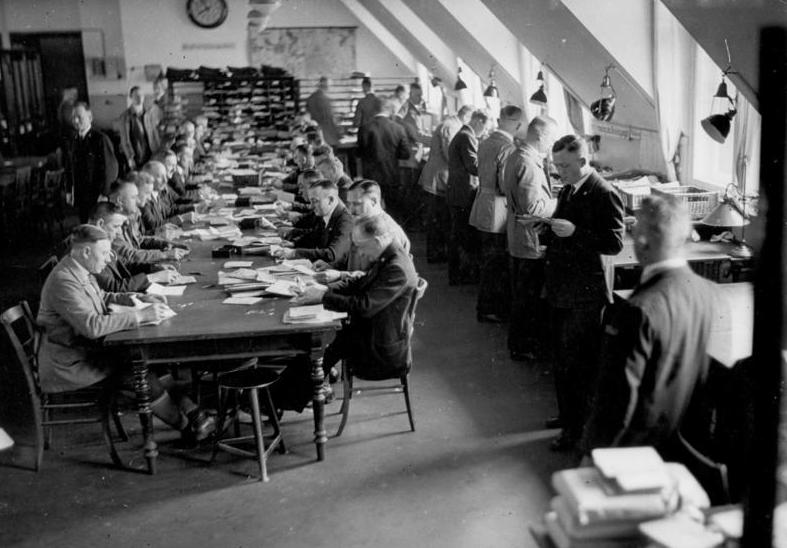
Reportáž z poštovního oddělení německé Deutsche Bank, 1930

### Evropa
V roce 1929 se Alfred Eisenstaedt stal profesionálním fotoreportérem berlínské pobočky agentury Associated Press a jeho snímky se objevily na stránkách tisku. O čtyři roky později fotografoval první setkání Hitlera s Mussolinim v Itálii. Další známou fotografií z počátku kariéry je snímek číšníka bruslícího mezi stoly pořízený ve škole pro číšníky ve Svatém Mořici v roce 1932. O rok později, v roce 1933, pořídil Eisenstaedt během setkání Společenství národů v Ženevě pozoruhodný snímek, na kterém je Joseph Goebbels. Zpočátku přátelský Goebbels na snímku změnil výraz ve tváři, když zjistil, že Eisenstaedt je Žid. Slibně rozvíjející se kariéru přerušil útlak a nástup hitlerovského nacistického Německa a Alfred Eisenstaedt, podobně jako spousta dalších krajanů, opustil Evropu a odjel do USA.

### Amerika
Na podzim roku 1935 začal spolupracovat na přípravách nového časopisu Life. S úplnou samozřejmostí do něho vnášel reportérský styl běžný v Německu již několik let, avšak ještě stále narážel na nepochopení. Po pár letech, konkrétně v září roku 1938, se podařilo Alfredu Eisenstaedtovi prolomit vlnu nesouhlasu. Napomohl tomu vznik londýnského časopisu Picture Post, jehož obrazový redaktor Stefan Lorant a reportér Felix H. Man se spolu s Eisenstaedtem řadí k tvůrcům moderní fotoreportáže. Po tomto zlomovém okamžiku vytvořil Eisenstaedt ve službách časopisu Life až tisíc osm set reportáží, pomocí nichž poznaly miliony čtenářů život filmových hvězd, vědců, hudebníků, korunovaných hlav, ale i obyčejných lidí. Spolupráce s časopisem Life dala vzniknout portrétům např. Sofie Lorenové či Ernesta Hemingwaye.

## Ostrov Martha’s Vineyard
Eisenstaedt trávil po dobu padesáti let každoročně dovolenou na ostrově Martha’s Vineyard, kde mohl v klidu provádět fotografické experimenty s různými druhy objektivů, filtrů i s fotografickými spektry, avšak stále za přirozeného světla. Zamiloval si zdejší majáky natolik, že se stal členem místního Institutu ekologického výzkumu. Pro tento institut zřídil několik fondů a získával finanční příspěvky na údržbu majáků, které měl Institut ekologického výzkumu v nájmu. Jeden z fondů byl po něm dokonce pojmenován.
Na ostrově Martha’s Vineyard byla také pořízena poslední Eisenstaedtova fotografie. Konkrétně to bylo v srpnu roku 1993 a jednalo se o fotografii bývalého prezidenta USA Billa Clintona s ženou Hillary a dcerou Chelsea. Schůzka se konala za účasti tajné služby ve West Tisbury na uzavřeném nádvoří galerie Granary a trvala skoro dvě hodiny. Tuto schůzku plně zdokumentoval blízký přítel Alfreda Eisenstaedta William E. Marks, jenž mimo jiné pořídil během deseti let stovky fotografií Eisenstaedta ve všech možných situacích, taktéž fotografoval autogramiádu Eisenstaedtovy nejslavnější fotografie Den vítězství na Times Square.
Alfred Eisenstaedt zemřel ve svém oblíbeném domě na ostrově Martha’s Vineyard 24. srpna 1995.

## Nejznámější fotografie

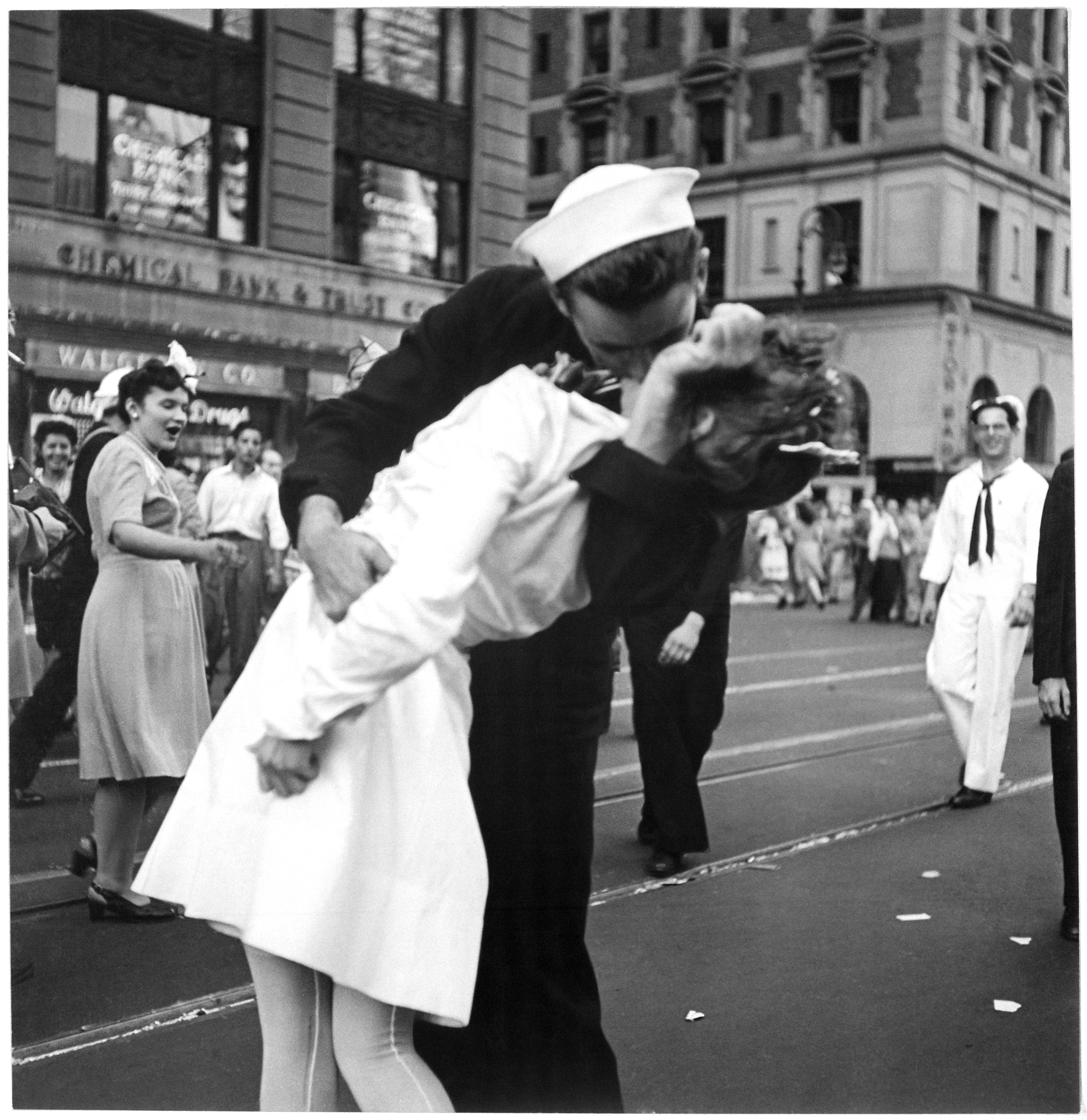
Okamžik polibku při oslavě Dne vítězství, jak jej zachytil Victor Jorgensen

- Den vítězství na Times Square (V-J Day), 14. srpna 1945 (po kapitulaci Japonska) – nejznámější fotografie, znázorňující amerického námořníka líbajícího mladou ženu. Jelikož se Eisenstaedt velmi rychle pohyboval mezi oslavujícími, nemohl zaznamenat jména a detaily fotografovaných, což napomohlo ke vzniku různých navzájem vylučujících se spekulací o autorství (1945). Později však byli oba dva nalezeni. Dívka byla zdravotní sestřičkou v zubní ordinaci a jmenovala se Grate Friedmanová, ve svých patnácti letech utekla z Rakouska, zemřela v roce 2016. Muž byl původně rybářem a za války pracoval jako námořník na torpédoborci a jmenoval se George Mendosa. Zemřel 17. února 2019 ve věku 95 let.[2]

Uviděl jsem námořníka, který běhal po ulici a každou ženu, kterou spatřil, popadl do náručí. Bylo mu jedno, jestli je stará, tlustá nebo hubená. (Alfred Eisenstaedt)

Byl jsem rozrušený z konce války a také jsem měl pár drinků. Tak když jsem viděl tu sestru, chytil jsem ji a políbil, připomínala mi zdravotní sestry, které se během války staraly o zraněné námořníky. (George Mendosa)

- V hotelové škole ve Sv. Mořici – snímek bruslícího číšníka s tácem plným sklenic (1932)[3]
- Portrét Josepha Goebbelse (1933)[4]
- Etiopský voják (1935)[5]

## Výstavy
Jeho díla byla vystavena v září roku 2003 na výstavě s názvem Great Jewish-American Photographers, složenou z děl archivu časopisu Life a společnosti iPhotoart. Kromě jeho snímků se na výstavě objevila díla autorů jako byli: Margaret Bourke-White (1904-1971), Cornell Capa (1918-2008), Nat Fein (1914-2000), Dmitri Kessel (1902-1995), Ralph Morse (* 1918), Joe Rosenthal (*1911) a Paul Schutzer (1930-1967).

## Galerie

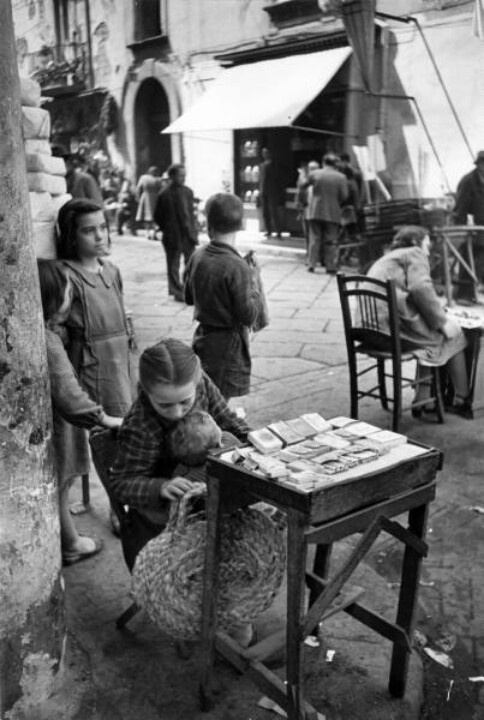
Dívka prodává cigarety, Neapol, Itálie, 1947
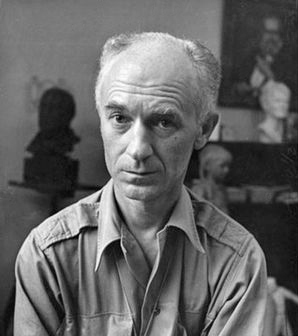
Ernie Pyle, LIFE, 1944
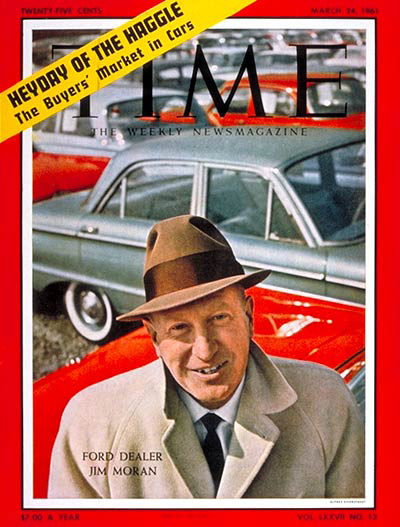
Jim Moran, TIME, 1961
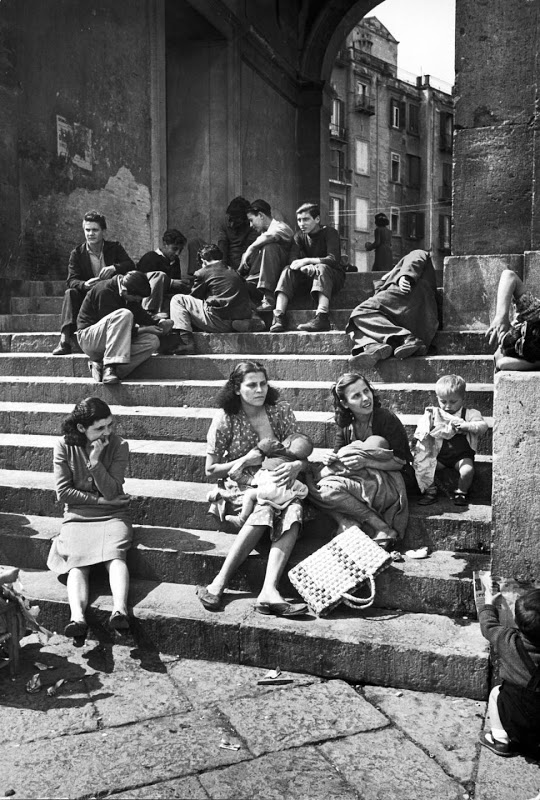
Neapol, Mladé matky, 1947, Porticato Basilica San Francesco di Paola
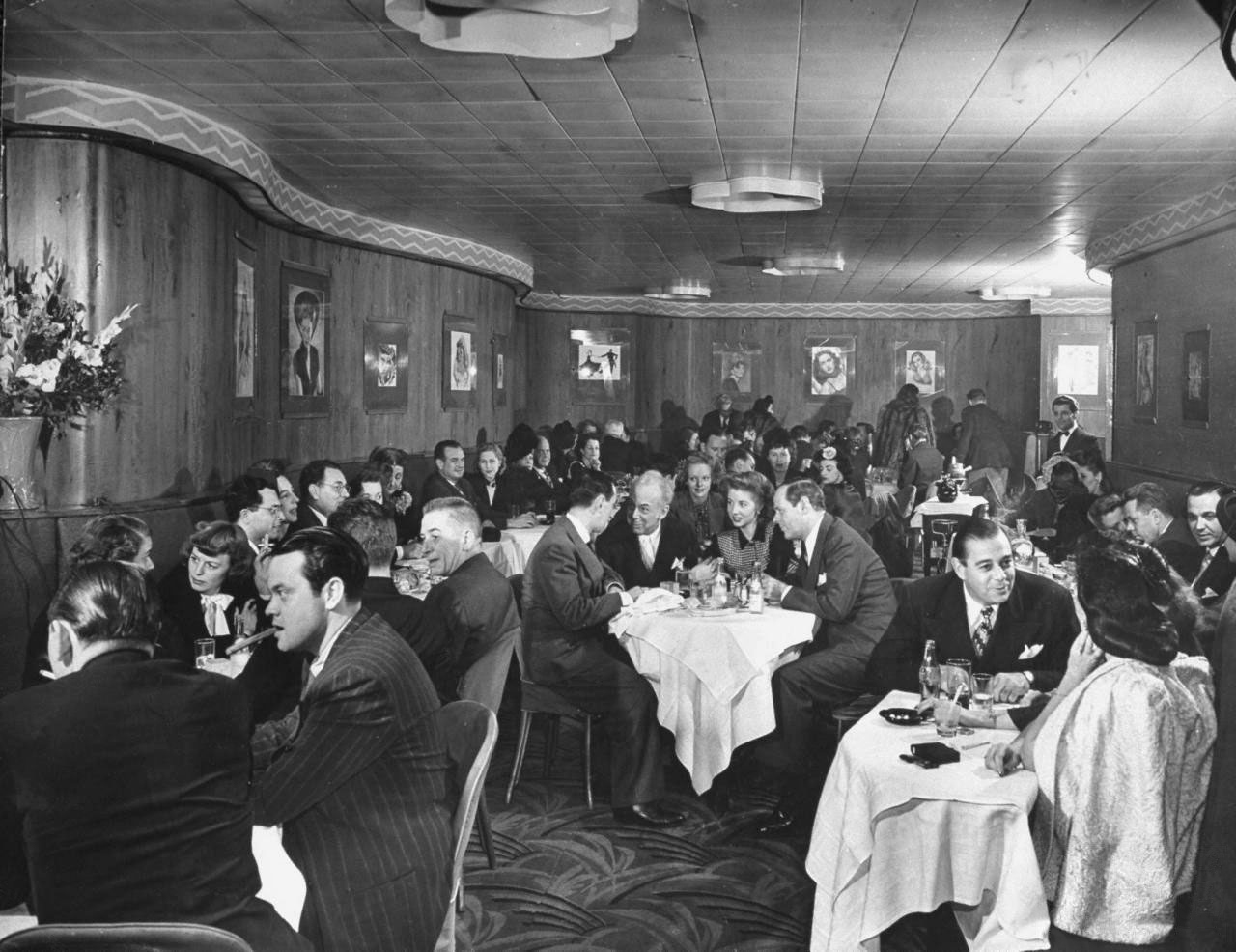
Stork Club Cub Room, listopad 1944